# Schule (Film)
Schule ist ein deutscher Film aus dem Jahr 2000. Regie führte Marco Petry, produziert wurde er von Uschi Reich und Bernd Eichinger.

## Allgemeines
Erzählt wird die Geschichte einer Gruppe von Schülern – Markus, André und Dirk –, die kurz vor dem Abitur stehen. Die Freunde wollen noch einmal an die alten Zeiten anknüpfen und „Party machen“, bevor alle in einer ungewissen Zukunft getrennte Wege gehen. Der Film spielt im fiktiven Ort Kerkweiler, in Anlehnung an den Ort Baesweiler, in dem Regisseur Marco Petry selbst aufs Gymnasium ging. Auch der Nachname der Hauptrolle nimmt darauf Bezug.
Die Schule im Film ist das Lise-Meitner-Gymnasium Unterhaching, gedreht wurde in Unterhaching und Umgebung – die Badesee-Szenen entstanden am Böhmerweiher zwischen Gröbenzell und Puchheim.

## Handlung
Die 15-jährige Sandra lässt ihren Freund Markus durch eine Radiosendung mit dessen Spitznamen „Schnubbi“ grüßen. Markus ist deshalb sauer auf Sandra, da sich nun seine Freunde und sogar Lehrer über ihn lustig machen. Sandra will sich trotzdem am Abend mit ihm treffen, Markus lehnt aber unter einem Vorwand ab. Diese Situation nutzt Stone, der von der Schule verwiesen wurde, weil er einst einen Lehrer schlug, aus, um sich an Sandra heranzumachen.
André, der Draufgänger der Clique, der seine  Freundin Melanie (Sandras ältere Schwester) seit längerem betrügt, bekommt die Quittung und Melanie beendet die Beziehung.
André kommt darüber nicht hinweg und organisiert nun mit Markus die Party am See.
Währenddessen befindet sich Dirk, ein Freund von Markus, im Prüfungsstress. In seiner Verzweiflung bittet er den Streber und Außenseiter Michael Karbrüggen, ihm während der Prüfung beim Spicken zu helfen. Karbrüggen willigt unter der Bedingung ein, dass Dirk und Markus ihn mit zum See nehmen, um dort mit viel Alkohol und dem traditionellen „Seerauchen“ von Marihuana feierlich die Badesaison zu eröffnen.
Markus, Dirk, André, Steven, Nabil und Sascha fahren am Abend also zusammen mit Karbrüggen zum See, dort kifft er zum ersten Mal und hat auch seinen ersten Sex.
Derweil verabreden sich Sandra und Stone und fahren in der Nacht zusammen zur Schule. Stone nimmt Sandra mit auf das Dach, um dort mit ihr zu schlafen. Sie lässt ihn jedoch abblitzen und verbringt die Nacht allein im Gebäude. Derweil wird Markus klar, dass er Sandra liebt, und er sucht sie. Stone, der noch immer auf dem Schuldach ist, verrät ihm, dass Sandra noch in der Schule sein muss. Markus bricht in das Rektorbüro ein. Von dort macht er eine Durchsage, in der er Sandra sagt, dass er sie noch immer liebt. Er habe sie nur deshalb so vernachlässigt, weil er sich noch einmal mit seinen Freunden treffen wollte, bevor alle ihr Abi haben und sich ihre Wege trennen. Daraufhin versöhnen sich die beiden.

## Kritik
- Cinema urteilt in seiner Online-Ausgabe: „Für eine Komödie ist „Schule“ zu wenig witzig, für ein Drama zu belanglos. Trotzdem ist der Film sympathisch.“[1]
- Die Deutsche Film- und Medienbewertung FBW in Wiesbaden verlieh dem Film das Prädikat „wertvoll“.